# 니요도촌
니요도촌(일본어: 仁淀村)은 일본 고치현의 북부 다카오카군에 있던 촌이다.
2005년 8월 1일, 아가와군 이케가와정과 합병해 니요도가와정이 되어 소멸하였다.

## 역사
- 1954년 9월 1일 - 조자촌, 베후촌이 합병해 성립하였다.
- 1955년 11월 1일 - 아가와군 아가와촌에 편입되었다.
- 2005년 8월 1일 - 이케가와정, 아가와군 아가와촌과 합병해 니요도가와정이 성립하였다. 동일 니요도촌은 폐지되었다.

## 교통

### 도로
- 국도 제439호선

## 참고 문헌
- 角川日本地名大辞典編纂委員会,『角川日本地名大辞典 39 高知県』1983, 角川書店